# ディエゴ・ローザ
ディエゴ・ローザ（Diego Rosa、1989年3月27日 - ）は、イタリア、ピエモンテ出身の自転車競技（ロードレース）選手。

## 経歴
2013年、アンドローニ・ジョカットーリにてプロキャリアスタート。
2015年、アスタナ・プロチームへ移籍。
2016年、バスク一周にて約130kmを1人で逃げ切り、クイーンステージを制し、山岳賞を獲得。ワールドツアー初勝利となった。主にファビオ・アルのアシストとして走っていたが、シーズン終わりのジロ・ディ・ロンバルディアでは2位という好成績を残した。
2017年、チームスカイへ移籍。
2020年、アルケア・サムシックへ移籍。

## 主な戦績

### 2012年
- ジロ・デル・フリウーリ・ヴェネツィア・ジュリア 総合優勝(第3ステージ優勝)
- ジロビオ 山岳賞

### 2013年
- ツール・メディテラネアン ヤングライダー賞

### 2015年
- ミラノ～トリノ 優勝

### 2016年
- バスク一周　山岳賞、区間優勝（第5ステージ）
- ジロ・ディ・ロンバルディア 2位

### 2017年
- ツール・ド・ポローニュ　 山岳賞

### 2018年
- セッティマーナ・インテルナツィオナーレ・ディ・コッピ・エ・バルタリ　総合優勝（第1ステージ優勝・個人タイムトライアル）